# Каменица (Метлика)
Каменица (словен. Kamenica) је насељено место у општини Метлика, регија Југоисточна Словенија, Словенија.

## Историја
До територијалне реорганизације у Словенији била је у саставу старе општине Метлика.

## Становништво
У попису становништва из 2011. године, Каменица је имала 8 становника.
| Број становника према пописима | Број становника према пописима | Број становника према пописима |
| ------------------------------ | ------------------------------ | ------------------------------ |
| 1991                           | 2002                           | 2011                           |
| 10                             | 8                              | 8                              |

Напомена: Године 2017. извршена је мања размена територија између насеља Видошичи и Каменица. Године 2018. промењена је граница и подручје насеља Каменица, што је последица усклађивања државне границе између Словеније и Хрватске.